# 茹基夫 (赫梅利尼茨基州)
50°24′4″N 26°58′28″E / 50.40111°N 26.97444°E
茹基夫（羅馬化：Zhukiv）是位於烏克蘭西部赫梅利尼茨基州舍佩蒂夫卡區烏拉沙尼夫卡市鎮的村莊，始建於1520年，面積4.12平方公里，海拔高度211米，2001年人口661，人口密度每平方公里160.4人。